# 2018年台灣衛生紙搶購現象
2018年台灣衛生紙搶購現象，又稱衛生紙之亂、安屎之亂，是指從2018年2月底至3月初之間，因廠商行銷手法不當和媒體報導造謠漲價而導致民眾恐慌而一窩蜂搶購衛生紙的現象。

## 媒體報導亂象
早在2017年12月27日，工商時報便報導國際紙價恐將要連續漲三個月。2018年2月23日，其他新聞媒體相繼報導稱量販通路大潤發接獲各家用衛生紙大廠發出的正式通知，衛生紙價格「確定」將調漲，漲幅最高更達3成，造成民眾的恐慌。

## 通路商開罰
2018年3月14日，公平交易委員會調查衛生紙搶購風波，指向大潤發不當行銷，公平交易委員會審議此案，大潤發以違反《公平交易法》第25條
，遭處新台幣350萬元罰鍰。

## 後續影响
此事件之後造成世界各國媒體爭相報導。2月27日，紐約時報報導此次事件，加拿大多倫多星報引用該次報導，並將其列為本週全球趣聞。

## 相關項目
- 大潤發
- 中華民國公平交易委員會